# Federazione cestistica dell'Estonia
La Eesti Korvpalliliit (acronimo EKL) è l'ente che controlla e organizza la pallacanestro in Estonia.
La federazione controlla inoltre la maschile e femminile, ed ha sede a Tallinn.
È affiliata alla FIBA dal 1992 e organizza il campionato di pallacanestro estone.